# Ingrediente

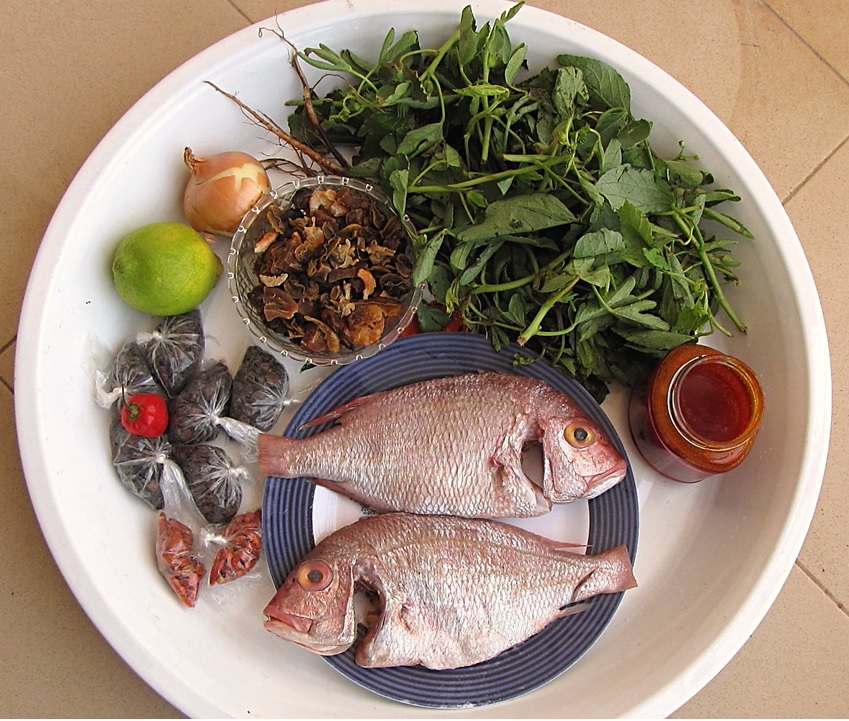
Ingredientes de una receta de comida

Un ingrediente es una sustancia que forma parte de una mezcla (en términos generales). En el mundo culinario, por ejemplo, una receta especifica qué ingredientes son necesarios para preparar un plato determinado. Muchos productos comerciales contienen un "ingrediente secreto" que los diferencia de los productos de la competencia. En la industria farmacéutica un ingrediente activo es el componente de la fórmula responsable del efecto deseado por el cliente.
Las leyes nacionales normalmente requieren que se especifique una lista de los ingredientes, especialmente cuando se trata de aditivos.
En la mayoría de los países desarrollados, la ley también requiere que se listen los ingredientes según su peso relativo en el producto. Si un ingrediente, a su vez, está constituido por más de un ingrediente (por ejemplo, una galleta que puede ser un ingrediente de un helado de sabor a «galletas y crema»), entonces se lista ese ingrediente según el porcentaje que supone en el total del producto, con sus subingredientes listados a continuación entre paréntesis.